# Oncidium bryocladium
Oncidium bryocladium är en orkidéart som beskrevs av Rudolf Schlechter. Oncidium bryocladium ingår i släktet Oncidium och familjen orkidéer. Inga underarter finns listade i Catalogue of Life.